# Rezerwat przyrody Jezioro Długie (województwo warmińsko-mazurskie)
Rezerwat przyrody „Jezioro Długie” – wodny i leśny rezerwat w województwie warmińsko-mazurskim, powiecie ostródzkim, gminie Łukta. Zajmuje powierzchnię 348,15 ha, a jego otulina liczy 47,98 ha.
Rezerwat położony jest na terenie Nadleśnictwa Miłomłyn, w obrębie Tabórz, leśnictwach Dragolice i Sarni Dół.
Powstał 19 listopada 2009 roku, powołany Zarządzeniem nr 36 Regionalnego Dyrektora Ochrony Środowiska w Olsztynie z dnia 23 października 2009 r. w sprawie uznania obszaru za rezerwat przyrody „Jezioro Długie”. Celem powołania rezerwatu jest ochrona jedynej dobrze zachowanej w województwie warmińsko-mazurskim populacji reliktowego gatunku poryblinu jeziornego (Isoëtes lacustris) w Jeziorze Długim, utrzymanie istniejących stosunków wodnych oraz ochrona stanowisk chronionych i rzadkich gatunków roślin i zwierząt.
W skład rezerwatu wchodzą cztery jeziora – Długie, Harcerskie, Bałtyn i Czarne, fragment rzeki Tabórzanki oraz obszar leśny. Jezioro Długie, o powierzchni 86 ha i maksymalnej głębokości 16 m, to jezioro lobeliowe (jedno z trzech w tym województwie), Harcerskie i Czarne to jeziora dystroficzne, a Bałtyn jest jeziorem eutroficznym. Na terenie rezerwatu znajdują się też torfowiska wysokie i przejściowe oraz zbiorowiska leśne – brzezina bagienna, łęgi, a także jeden słabo zachowany płat sosnowo-brzozowy lasu bagiennego.
Rezerwat znajduje się w granicach specjalnego obszaru ochrony siedlisk Natura 2000 (PLH280030 Jezioro Długie) oraz Obszaru Chronionego Krajobrazu Lasów Taborskich.
Rezerwat nie posiada planu ochrony, obowiązują w nim jednak zadania ochronne, na mocy których obszar rezerwatu podlega ochronie czynnej.